# Aue Plaun la Greina
Die Aue «Plaun la Greina» ist eine Flusslandschaft in den Hochalpen im Schweizer Kanton Graubünden und ein Naturschutzgebiet von nationaler Bedeutung. Sie bildet den Kernbereich des Hochlands «Plaun la Greina» (rätoromanisch für «Greina-Ebene») und ist als Objekt der IUCN-Kategorie IV in der Weltdatenbank geschützter Gebiete registriert.
Der Raum im Hochgebirge mit der alpinen Flussaue ist ein emblematischer Ort des Naturschutzes in der Schweiz, seit er nach langen Auseinandersetzungen durch einen Ausgleich verschiedener Interessen vor der Nutzung durch die Energiewirtschaft bewahrt wurde. Die Gegend ist als schöne, unverbaute Landschaft mit abwechslungsreichen Bergwanderrouten bekannt. In naturwissenschaftlicher Hinsicht gilt die Greina-Ebene mit ihrer weiteren Umgebung als «Schlüssel der Alpengeologie».
Die geschützte Aue am Oberlauf des Rein da Sumvitg (deutsch «Somvixer Rhein») umfasst ungefähr einen Viertel der Fläche der Hochebene «Plaun la Greina», die sich zwischen drei Bergmassiven an der Grenze vom Bündnerland zum Kanton Tessin befindet. Die Flusslandschaft liegt in der Mitte des viel grösseren Landschaftsschutzgebiets «Greina – Piz Medel» des Bundesinventars der Landschaften und Naturdenkmäler von nationaler Bedeutung und im 2004 verordneten eidgenössischen Jagdbanngebiet «Pez Vial/Greina». In der Nähe der alpinen Aue befindet sich ausserdem das Naturschutzgebiet Crap la Crusch, eine Moorlandschaft von nationaler Bedeutung.

## Name
Das rätoromanische Wort «plaun» kommt von lat. planum und bedeutet auf Deutsch «Ebene». Der Flurname «Greina» bezeichnet mehrere geografische Objekte: einmal im Italienischen den Passübergang (2355 m ü. M.) westlich der Hochebene, der den rätoromanischen Namen «Pass Crap» hat, dann den Berggipfel «Piz Greina» (3123 m ü. M.) 2,5 Kilometer nördlich davon, und die alpine Ebene «Plaun la Greina» sowie neben dieser den Bergklotz «Muot la Greina» und nördlich davon den Grat «Crest la Greina».
An der Greina berühren sich die historischen Sprachgebiete des Rätoromanischen (Surselvisch) und des Alpinlombardischen, der traditionellen Sprache des Tessins. Über zwei Gebirgssättel an der Greina führen alte Passwege vom Vorderrheintal in das südliche Bleniotal: Neben dem Greinapass bietet drei Kilometer östlich davon auch der flache Sattel des «Crap la Crusch» (deutsch «Stein mit dem Kreuz») einen Weg in den Süden. Die Greina-Passroute ist im Habsburger Urbar aus dem frühen 14. Jahrhundert erstmals in der Namensform «Agren» bezeugt. Der Bergweg könnte mit dem vom griechischen Geografen Strabon erwähnten Mons Aduelas identisch sein.
Die Herkunft des Flurnamens «Greina» ist nicht sicher geklärt. Der Berner Ethnologe Albert Samuel Gatschet nahm als Ursprung den Namen des Baumes Ahorn (lat. acer) an. Bäume wachsen jedoch in der hohen Gebirgslandschaft nicht. Das bündnerromanische Wörterbuch Dicziunari Rumantsch Grischun weist auf den Zusammenhang mit dem romanischen Wort grein hin, das in Quellen der Surselva aus dem 19. Jahrhundert vorkommt und «Berg, Berggipfel» bedeutet.

## Geografie
Das 39 Hektar grosse Schutzgebiet «Plaun la Greina» liegt in der Surselva im Gebiet der Gemeinde Lumnezia auf 2230 m ü. M. am Oberlauf des Rein da Sumvitg (deutsch «Somvixer Rhein»). Es umfasst die Auenböden am Fluss und damit nur ungefähr einen Zehntel des ganzen Hochtales, das sich zwischen drei Bergmassiven der Adula-Alpen an der Grenze vom Bündnerland zum Kanton Tessin ausbreitet. Als Hochebene angesprochen, gleicht das Berggebiet der «Plaun la Greina» dennoch eher einer Hügellandschaft mit Anhöhen, Terrassen und Felsrippen beidseits des Rheins, dem das flache Auengebiet auf etwa drei Kilometer Länge mit einem geringen Sohlgefälle von nur etwa 15 Metern folgt. In der Ebene liegen neben dem Fluss einige Feuchtgebiete und Weiher.
Von der nächstgelegenen Ortschaft Vrin im Glennertal ist die Greina durch die Bergkette Piz Tgietschen-Piz Stgir-Piz Canal-Piz Terri getrennt. Der Piz Terri ist mit 3149 m ü. M. der höchste Gipfel östlich der Greina. Über den Diesrutpass (2428 m ü. M.) führt ein Fussweg von Vrin in das Tal des Somvixer Rheins und in das Schutzgebiet.

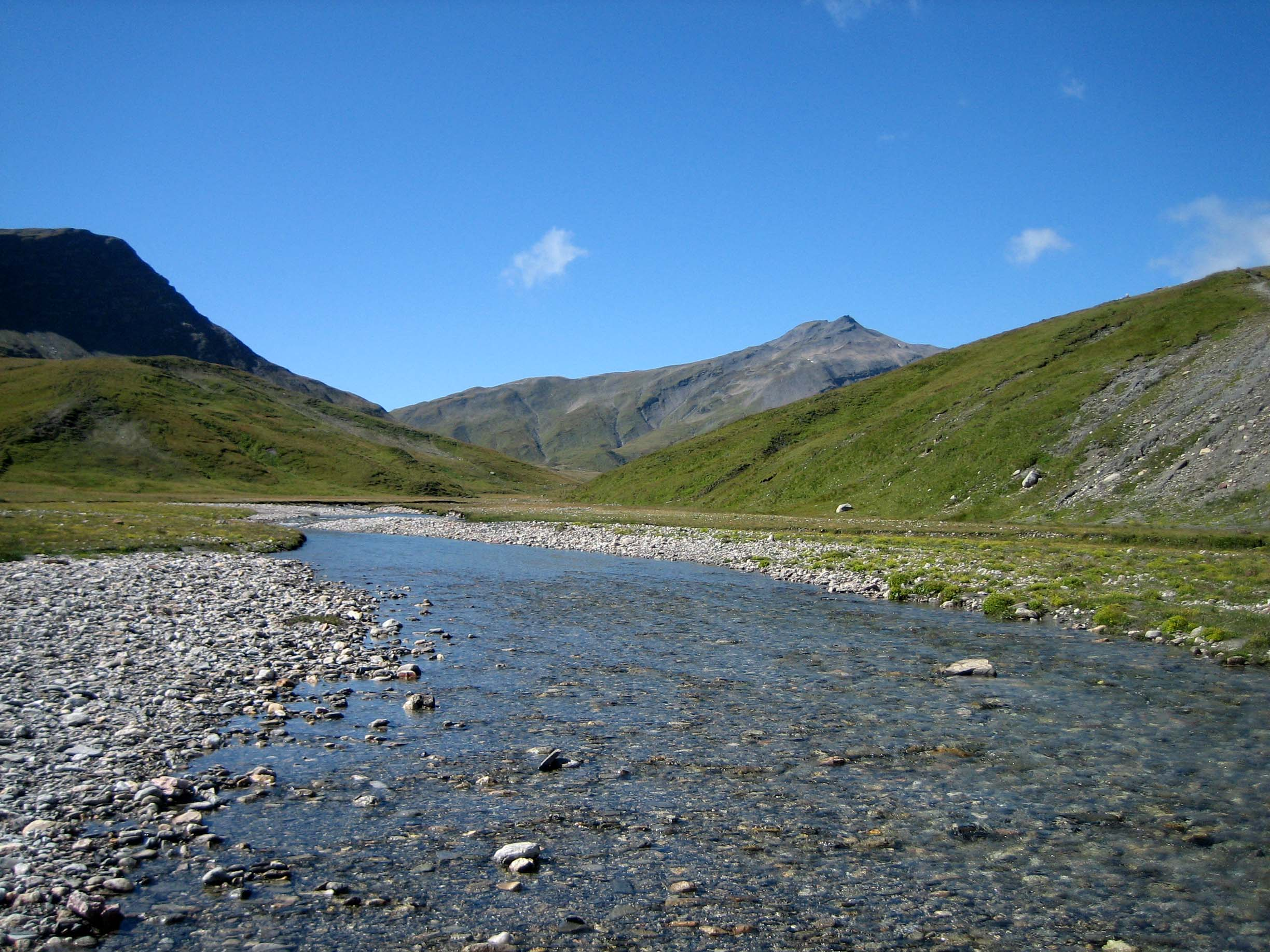
Die Schwemmebene

Im Nordwesten steigt von der Ebene die Berggruppe Piz Miezdi-Piz da Stiarls-Piz Greina-Piz Valdraus empor. Drei Kilometer weiter westlich bildet der Piz Medel (3210 m ü. M.) den höchsten Gipfel in der Umgebung des Schutzgebiets. Über den Sattel «Fuorcla Sura da Lavaz» besteht ein Übergang vom Greinapass in nördlicher Richtung nach Sumvitg.
Auf der Südseite begrenzt westlich des «Crap la Crusch» der Pizzo Corói (2785 m ü. M.) mit seinen gerundeten, schuttbedeckten Hängen das Hochtal. Über die Berge im Süden und im Westen der Greinaebene verläuft etwas ausserhalb des Naturschutzgebiets die Wasserscheide zwischen dem Rhein und dem Fluss Tessin im Gebiet des Po; dabei ist bemerkenswert, dass nahe bei der Quelle des Somvixer Rheins die nördlichste Stelle der Linie zwischen dem Rhein- und dem Po-Gebiet liegt. Die Höhenzüge bilden einen Abschnitt der Europäischen Hauptwasserscheide. Die weite Berglandschaft der Greina öffnet sich über die Bergsättel zum Grenzgebiet in der Tessiner Gemeinde Blenio. Westlich des Greinapasses fliesst der Greinabrenno gegen Süden zum Tessin, und im Moor an der Wasserscheide beim «Crap la Crusch» entspringt der Ri di Mutarasc, der bei Campo Blenio in den Brenno mündet.

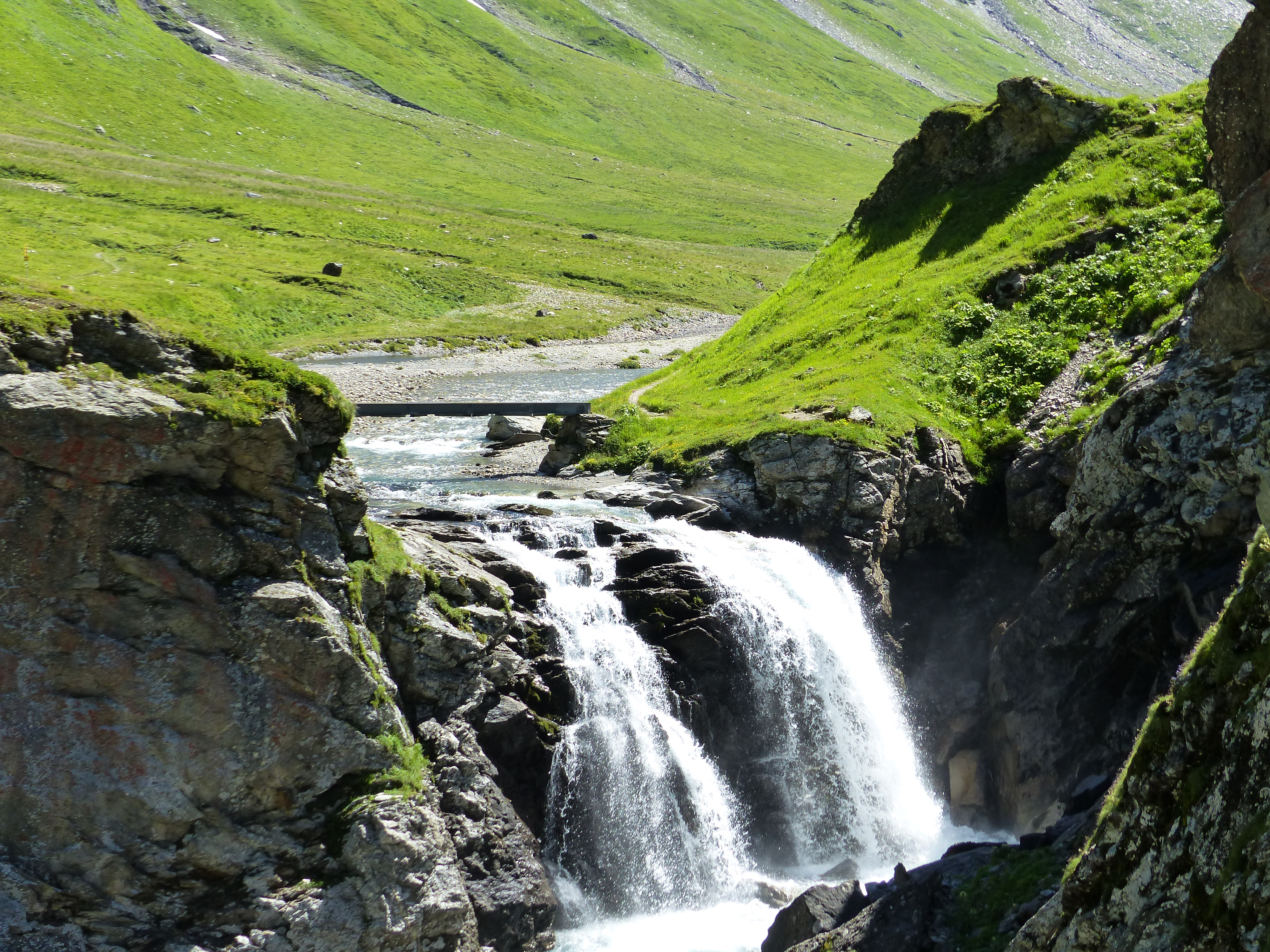
Der Sumvitger Rhein unterhalb der Auenlandschaft

Im Auengebiet am Oberlauf des Somvixer Rheins sammelt sich das Wasser aus zahlreichen Wildbächen in einem etwa 14 Quadratkilometer grossen Berggebiet. Sie entspringen teilweise den ausgedehnten Schuttfeldern an den Berghängen oder aus Quellen weiter unten im Tal. Schmelzbäche fliessen von den letzten im Gebiet noch vorhandenen Gletscherrelikten, dem Glatscher dalla Greina und dem Glatscher da Gaglianera im Nordwesten und dem Glatscher dil Terri im Südosten in die Flussaue. Unter dem Terrigletscher ist südöstlich der Hochebene in einer weiten Mulde auf 2585 m ü. M. zwischen dem Piz Ner und dem Piz Canal, gut einen Kilometer vom Naturschutzgebiet entfernt, der grosse, abgelegene Bergsee Laghet la Greina eingebettet.
Der Somvixer Rhein durchquert nahe am Greinapass eine Schlucht im zerklüfteten Talboden, bevor er die Schwemmebene erreicht. Diese ist in der Mitte durch hohe eiszeitliche Moränenwälle in zwei Abschnitte unterteilt. Am nördlichen Ende des Schutzgebiets beginnt bei «La Camona» eine weitere, etwa zwei Kilometer lange Schlucht, durch die der Rhein gegen Nordwesten das Tal «Val Sumvitg» erreicht. 
Beim Eingang in die Schlucht und am Rand des Schutzgebiets überquert der Bergweg vom Diesrutpass zur Terri-Hütte den Fluss auf einer älteren Brücke und neuerdings auch auf der Hängebrücke «Punt la Greina».

## Tourismus
Ein Netz von Fusswegen erschliesst das Naturschutzgebiet und verbindet die Passübergänge und die Täler der Umgebung. Es gibt keine Fahrstrassen oder Seilbahnen auf die Hochebene, deren Überschreitung wegen der langen Zugangswege normalerweise einer zwei- oder mehrtägigen Bergwanderung bedarf. 
Mehrere Berggasthäuser bieten in der Nähe der Greinaebene eine Unterkunft (keines steht jedoch auf dieser selbst): Terrihütte (SAC), Rifugio Scaletta (SAT) und Capanna Motterascio (SAC).

## Geologie
Die Landschaftsform der Greina ist durch bemerkenswerte erdgeschichtliche Vorgänge entstanden. Die Gesteine des Hochtals dokumentieren den besonderen Charakter des Gebirges, von der die «Erläuterungen zum Geologischen Atlas der Schweiz» sagen, es stelle «in geologischer Hinsicht ein Schlüsselgebiet der Alpengeologie dar». Aufgrund der Erosion sind verfaltete und überschobene Schichten und verformte Schuppen aufgeschlossen, an denen die Metamorphose der Mineralien und die tektonischen Vorgänge bei der Alpenbildung rekonstruiert werden können.

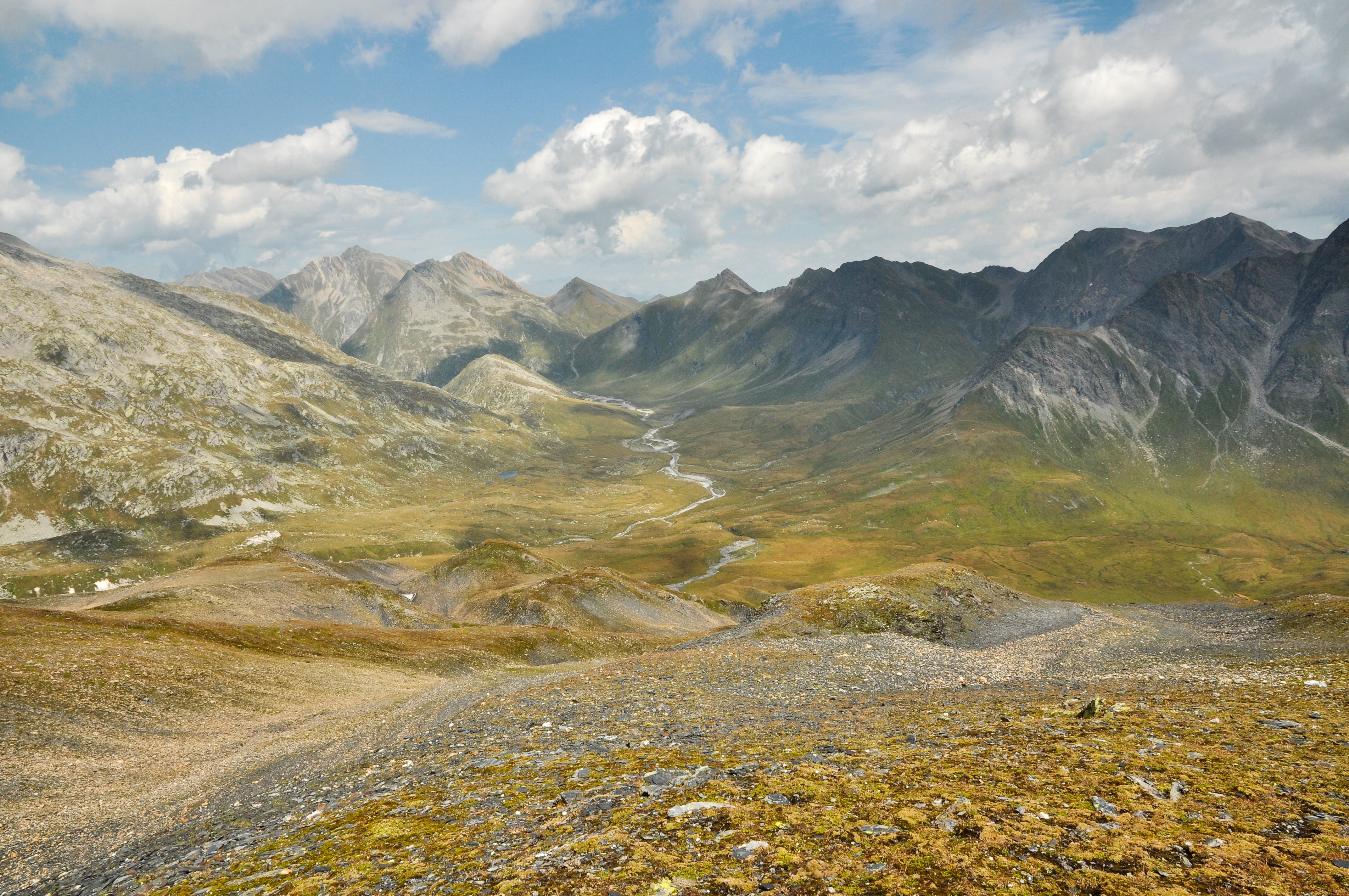
Die Auenlandschaft von Südwesten

Seit dem 18. Jahrhundert untersuchten zahlreiche Gelehrte die bodenkundlichen Verhältnisse um den Piz Medel. Auf den Benediktiner Placidus a Spescha im Kloster Disentis folgten zuerst Arnold Escher von der Linth und Johann von Charpentier und später noch viele weitere Forscher. Der ETH-Professor Albert Heim entwarf 1885 eine geologische Karte des Gebiets. Zahlreiche Forschungen und auch Sondierbohrungen in der Greinaebene fanden im 20. Jahrhundert wegen eines Kraftwerksprojekts statt.
In der Umgebung der Greina treffen unterschiedliche Gebirgsformationen aufeinander. Aus Nordwesten sinkt das kristalline Massiv der aufgefalteten Gottharddecke ab, die vor allem aus Gneis besteht und teilweise von Jurasedimenten überdeckt ist. Von Süden stösst die Adula-Decke mit penninischen Sedimenten und Bündnerschiefer an die Gottharddecke. Schwarze Ton- und Glimmerschiefer fallen besonders am Piz Corói und am «Piz Ner» (deutsch «Schwarzer Berg») auf. Im westlichen Greinagebiet überragen senkrecht gestellte Bänke aus hellem Dolomit, Marmor und Rauwacke den Talboden. Sie bilden eine Trennzone zwischen der Gottharddecke und dem Adulagestein.
Das Auenschutzgebiet ist auch für die Quartärgeologie ergiebig. Seit dem Eiszeitalter bildete sich im Hochtal eine bunt gemischte Schotterfläche aus Material verschiedener Herkunft. Die Gletscheroberfläche lag beim Höchststand auf etwa 2900 m ü. M. und damit mehr als 600 Meter über der Greinaebene. Vom «Eisdom Vorderrhein», einem Ursprung des Rheingletschers, der gegen Norden mehrmals über die Bodenseegegend hinaus floss, glitt eine Eiszunge über die Bergsättel an der Greina gegen Süden in die Poebene. Der bekannte erratische Block aus Augengneis «Crap la Crusch» wurde vom Gletscher aus dem Gotthardgebiet herangeführt. Erst am Ende des Eiszeitalters floss auch der Greinagletscher nur noch gegen Norden zum Vorderrheintal hinab. Im Schutzgebiet «Plaun la Greina» liegt ein mächtiger Moränenwall, der von einem sehr späten Gletscherstadium vor etwa 8000 Jahren zeugt. Die Gebirgsbäche schwemmten weiterhin Geröll in das Tal. Grundwasser führendes Lockergestein ist gemäss den Bohrungen stellenweise mehr als 50 Meter mächtig und besteht zum grössten Teil aus Moränenmaterial und nur zu etwa einem Fünftel aus Alluvionen. In der jüngeren Zeit verkleinerten lokale Hangrutschungen und Bachschuttkegel die Auenfläche am Rhein, wo sich auf den Böden langsam Flechten und viele Alpenpflanzen und in Senken Sumpf- und Moorvegetation ansiedelten.

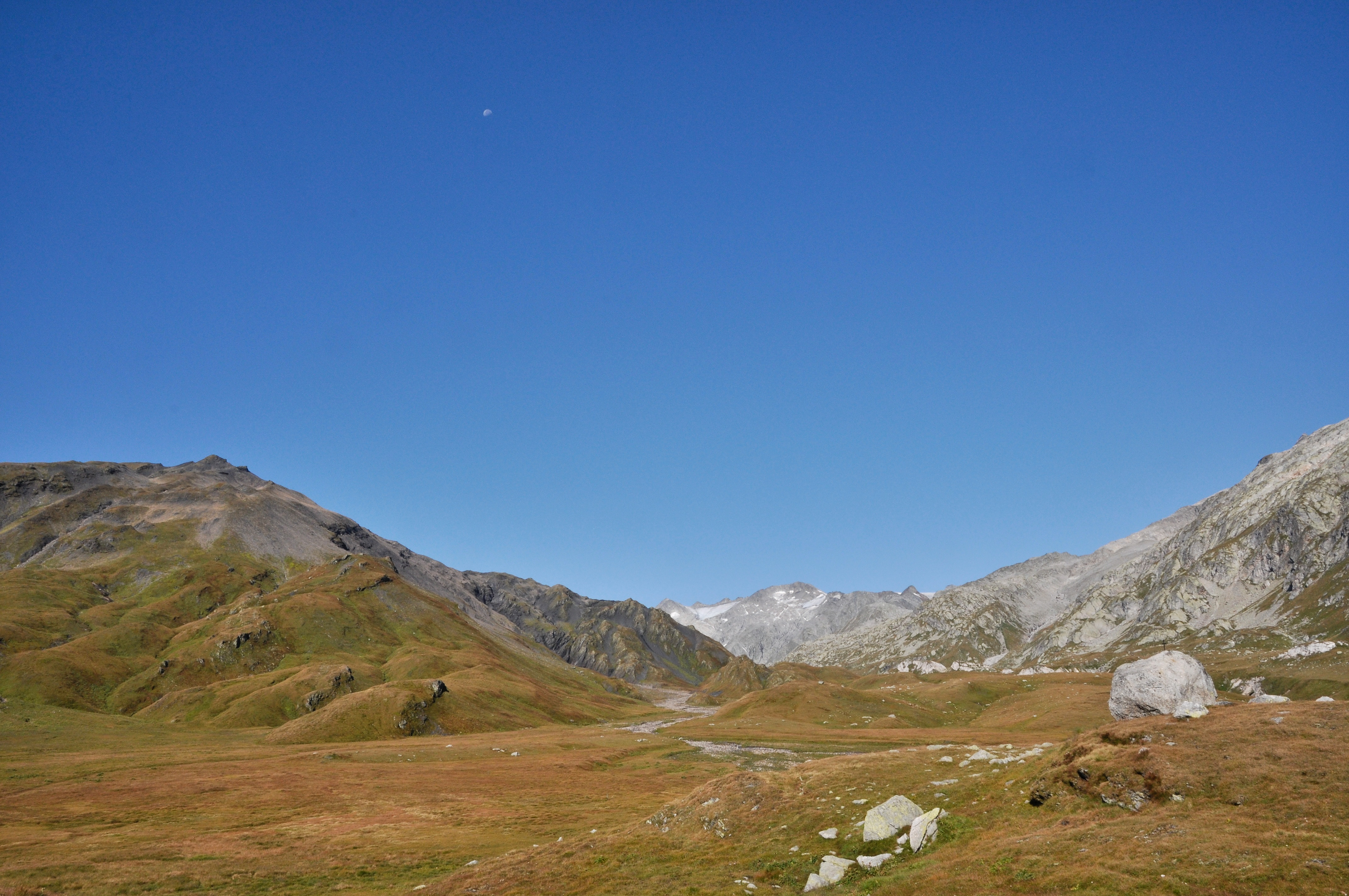
Ebene bei Crap la Crusch; links der Pizzo Corói

## Geschichte
Nicht nur als Passübergang, sondern auch als Weidegebiet war das Greinahochland nützlich. Es befand sich seit dem Mittelalter im Besitz der Gerichtsgemeinde Lugnez (rätoromanisch «Lumnezia»), die 1494 das Nutzungsrecht an der Alp «Agrena» der Gemeinde Aquila im Bleniotal verlieh. Laut späteren Urkunden behielt sich Lugnez das Recht vor, Pferde auf der Greina zu weiden. Im 19. Jahrhundert stritten sich Lugnez und Aquila um die Hoheit am Berggebiet, bis das Bundesgericht 1892 dieses der Gemeinde Lugnez und somit dem Kanton Graubünden zusprach. Auch die Alp Diesrut östlich des Diesrutpasses befand sich seit dem Spätmittelalter im Besitz einer Tessiner Gemeinde; sie wurde mit Vieh aus dem Dorf Semione südlich von Aquila bestossen. Die Greina wird bis in das Auenschutzgebiet hinein noch heute gelegentlich mit Vieh von der südlich gelegenen Alp Motterascio beweidet.
Während des Zweiten Weltkriegs baute die Schweizer Armee im Greina-Gebiet mehrere Wohnbaracken, die teilweise später noch von Alphirten benützt wurden.

## Kraftwerkprojekte
Im 20. Jahrhundert war die Greina-Aue mehrmals wegen Kraftwerkprojekten vom Untergang bedroht. Schon vor dem Ersten Weltkrieg prüfte die Energiewirtschaft die hydraulischen Verhältnisse an der Hochebene. Pläne für den Bau eines Hochdruckkraftwerks lagen 1914 vor, wurden jedoch während des Krieges und in der Zwischenkriegszeit nicht weiterverfolgt. Im Zweiten Weltkrieg veranlasste die Energieknappheit die Nordostschweizerischen Kraftwerke (NOK) dazu, das Greinaprojekt wieder aufzunehmen. Die Gemeinden Vrin und Sumvitg erteilten 1958 der NOK zusammen mit den Rhätischen Werken für Elektrizität eine Wasserrechtskonzession am oberen Somvixer Rhein und weiteren Bergbächen am Piz Medel. Geplant war ein Stausee auf der Hochebene mit dem Auengebiet und ein Wasserkraftwerk im Bleniotal. Dadurch wäre Wasser aus dem Einzugsgebiet des Rheins zum Tessin und damit indirekt zum Mittelmeer abgeleitet worden, was die kantonale, 1949 von den Bündner Stimmberechtigten angenommene «Wasserrechtsinitiative» jedoch vereitelte. Später planten die Elektrizitätsunternehmen stattdessen ein Wasserkraftwerk im Somvixertal. Nachdem die Kraftwerke Vorderrhein inzwischen eine Anlage mit drei Stauseen in anderen Tälern der Surselva gebaut hatten, wurde in den 1970er Jahren das Greinaprojekt erneut aufgenommen, um auch diese Wasserreserve zu nutzen.
Nun machten Naturschützer wie der englisch-schweizerische Architekt und Künstler Bryan Cyril Thurston mit Ausstellungen und Publikationen auf die Bergregion aufmerksam. Unterstützt von Hans Weiss, dem langjährigen Geschäftsführer der Schweizerischen Stiftung für Landschaftsschutz, gab er 1973 einen Sammelband über das Greinagebiet heraus. Gegen einen weiteren intensiven Ausbau der Kraftwerke am Vorderrhein, die Trockenlegung der Auenlandschaften in der Surselva und das Greinaprojekt engagierten sich auch die 1978 gegründete Vereinigung «Pro Rein Anteriur», der Rheinaubund, die Schweizerische Gesellschaft für Umweltschutz, die Stiftung für Landschaftsschutz, der Schweizerische Bund für Naturschutz und der WWF, die Bewegung «Rettet den Rhein», die am 15. August 1986 gegründete «Schweizerische Greina-Stiftung zur Erhaltung der alpinen Fließgewässer» und die Vereinigung Bündner Umweltorganisationen. Die von einigen dieser Organisationen zusammen mit dem Schweizerischen Fischereiverband am 9. Oktober 1984 eingereichte eidgenössische Volksinitiative «zur Rettung unserer Gewässer» fand zwar in der nationalen Abstimmung vom 17. Mai 1992 keine Mehrheit, während gleichzeitig jedoch das Bundesgesetz über den Schutz der Gewässer (Gewässerschutzgesetz) angenommen wurde. Damit war unter anderem die gesetzliche Grundlage für Ausgleichszahlungen an Gemeinden wegen nicht erzielter Wasserzinse gegeben. Die Vereinigung Pro Rein Anteriur veröffentlichte 1984 die Schrift «Rettet die Greina, die einzigartige Gebirgslandschaft zwischen Graubünden und Tessin» und ersuchte den Bundesrat, auch die Greina-Landschaft in das kurz zuvor offiziell geschaffene Bundesinventar der Landschaften und Naturdenkmäler von nationaler Bedeutung (BLN) aufzunehmen.
Schliesslich stellte die Energiewirtschaft das Stauseeprojekt aus wirtschaftlichen Gründen zurück, die Greina-Landschaft wurde 1996 in das BLN aufgenommen, und die am Konzessionsgebiet beteiligten Gemeinden beziehen seit 1997 Ausgleichsleistungen für den Verzicht auf das Kraftwerk. Bei den Verhandlungen zwischen Behörden, Gemeinden und Energieunternehmen spielte der Bündner Politiker Dumeni Columberg eine entscheidende Rolle. Das Verfahren bildete einen wichtigen Schritt in der Geschichte des Naturschutzes in der Schweiz.

## Schutzgebiet und Schutzziel
Die Landschaft Greina-Medel zählte schon zu den Objekten des «Inventars der zu erhaltenden Landschaften und Naturdenkmäler von nationaler Bedeutung» (KLN-Inventar), das der Schweizerische Bund für Naturschutz, der Schweizer Heimatschutz und der Schweizer Alpen-Club seit 1963 zusammenstellten. Auf diese Vorarbeit stützte sich der Bund beim Beschluss über das BLN, das in vier Etappen erlassen wurde. Die Greina fehlte in den Serien von 1977 und 1983; erst 1996 nahm der Bundesrat die Landschaft «Greina-Piz Medel» mit der dritten Serie in das BLN auf. Die Aue im Zentrum des BLN-Gebiets war jedoch schon durch Verordnung des Bundes vom 28. Oktober 1992 als Beispiel für den Typ «alpine Schwemmebene» in das Bundesinventar der Auengebiete von nationaler Bedeutung aufgenommen worden.
Die verschiedenen Landschaftsinventare definieren für die Greina-Aue als vorrangige Schutzziele die Erhaltung
- der Gebirgslandschaft mit ihrer natürlichen Dynamik;
- der Gewässer und Uferbereiche und ihrer Lebensräume in einem natürlichen und naturnahen Zustand;
- der Dynamik der Gletschervorfelder und der Fliessgewässer;
- der geologischen Aufschlüsse und des geomorphologischen Formenschatzes;
- Lebensräume der Schwemmebenen mit ihren charakteristischen und reliktischen Pflanzen- und Tierarten.

## Flora und Fauna

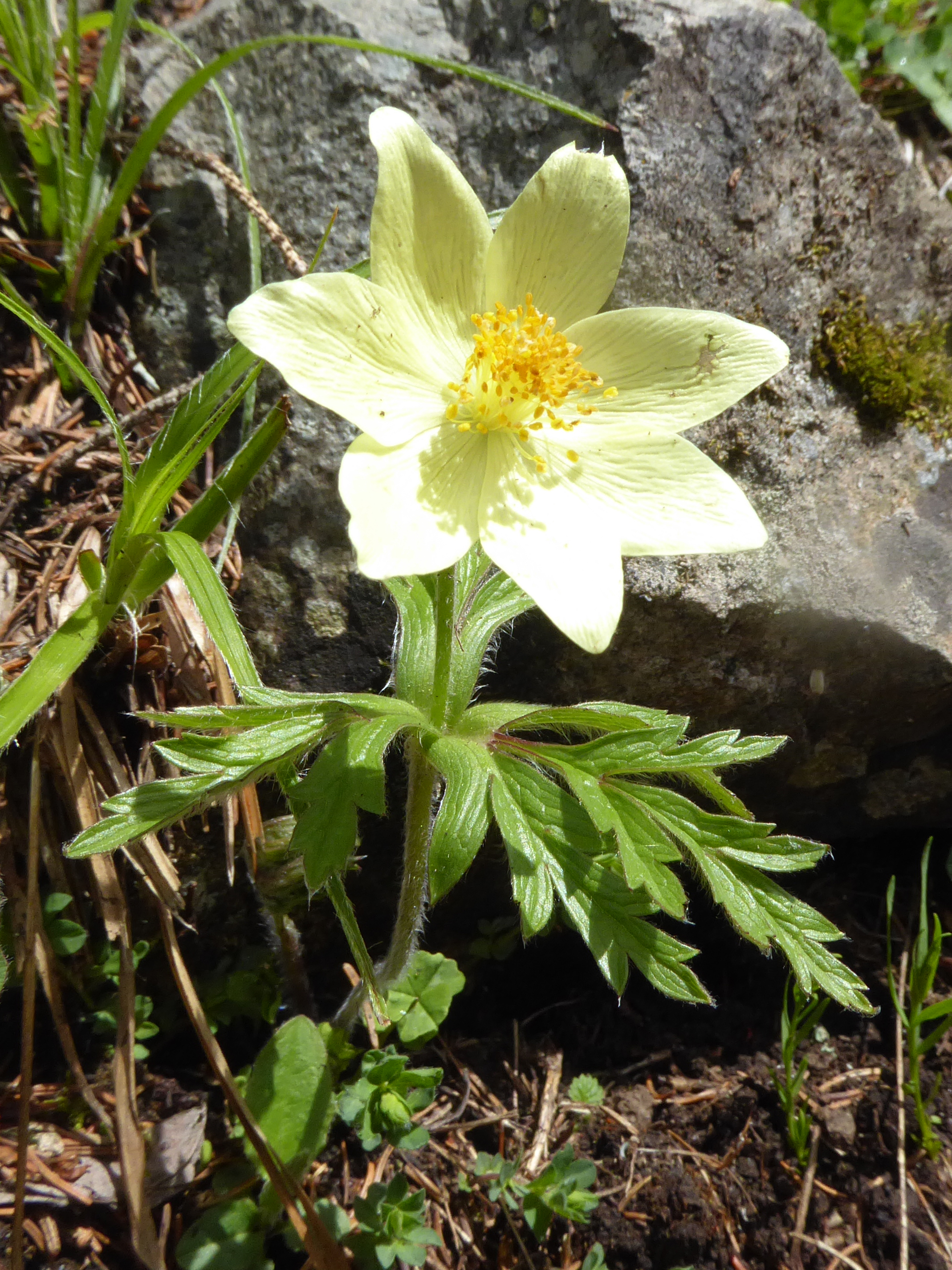
Schwefelanemone

Im Auenschutzgebiet «Plaun la Greina» haben sich am Ufersaum des Rheins, auf Kiesinseln im Schwemmland, in der flachen Umgebung, an Moränenhügeln und Berghängen fünf verschiedene Biotoparten mit einer reichen Bergvegetation entwickelt. Über die Pflanzenwelt der «Plaun la Greina» berichtete der Bündner Botaniker Ruben Sutter 1976 in der Greinaschrift des Rheinau-Bundes. Aufgrund der vielfältigen Geologie mit kalkarmen und kalkreichen Standorten sind verschiedene Pflanzengemeinschaften vertreten, die auf den Schotterflächen, an den Ufern der Wildbäche und an Schutthängen den Charakter einer Pionierflur haben. Als «geologisches Museum» und «botanischen Garten» beschrieb denn auch der Tessiner Dichter Plinio Grossi die Greina-Hochebene.
Pflanzen des Flachmoorverbands Caricion nigrae besiedeln die Bachterrassen. Das Wasser verändert die Kies- und Schwemmsandflächen stets von neuem und schafft für die Flusskies-Pionierpflanzen neue Lebensräume. Auf den jungen Böden des Schwemmlands gedeiht die Zweifarbige Segge, eine seltene Reliktart. Im Flussraum werden von den Wildbächen manchmal Pflanzen aus höheren Bereichen angeschwemmt.
Am Rand der Aue und auch ausserhalb des eigentlichen Schutzgebiets sind die Terrassen und Hügel von Trockenwiesen mit Krummseggenrasen (Verband Caricetum curvulae) bedeckt. Im alpinen Magerrasen wachsen zahlreiche Blütenpflanzen, darunter die Schwefelanemone, der Berghahnenfuss, die Alpen-Soldanelle, der Zwerg-Augentrost, das Gold-Fingerkraut, der Berg-Sauerampfer, der Schnee-Enzian, der Punktierte Enzian, das Alpen-Vergissmeinnicht, die Scheuchzers Glockenblume, der Gold-Pippau und das Aufrechte Hornkraut.

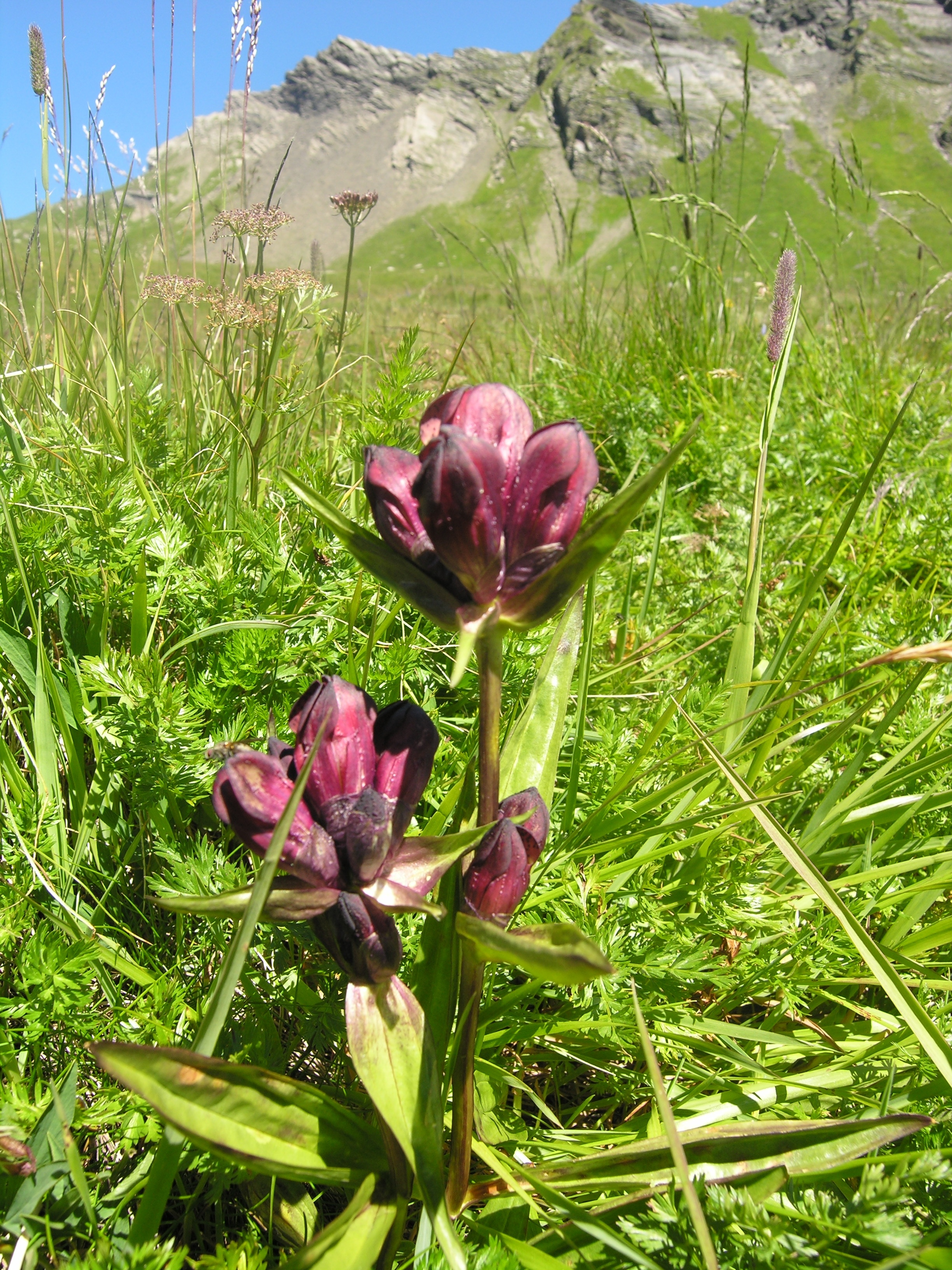
Purpurenzian

Am sanft ansteigenden Berghang links des Rheins liegt ein Mosaik von Rasenflächen und Pionier-Zwergstrauchheide mit Alpenazaleen; an Blütenpflanzen kommen unter anderen die Rapunzel, die Alpenmargerite, die Zwergmiere und der Alpenlattich vor. Im Schutz der Alpenazalee entwickeln sich auf dem felsigen Untergrund Flechtengesellschaften (Kapuzen-Moosflechte, Krause Moosflechte, Schnee-Moosflechte, Gelbliche Fadenflechte), dazu das Islandmoos und die Rentierflechte.

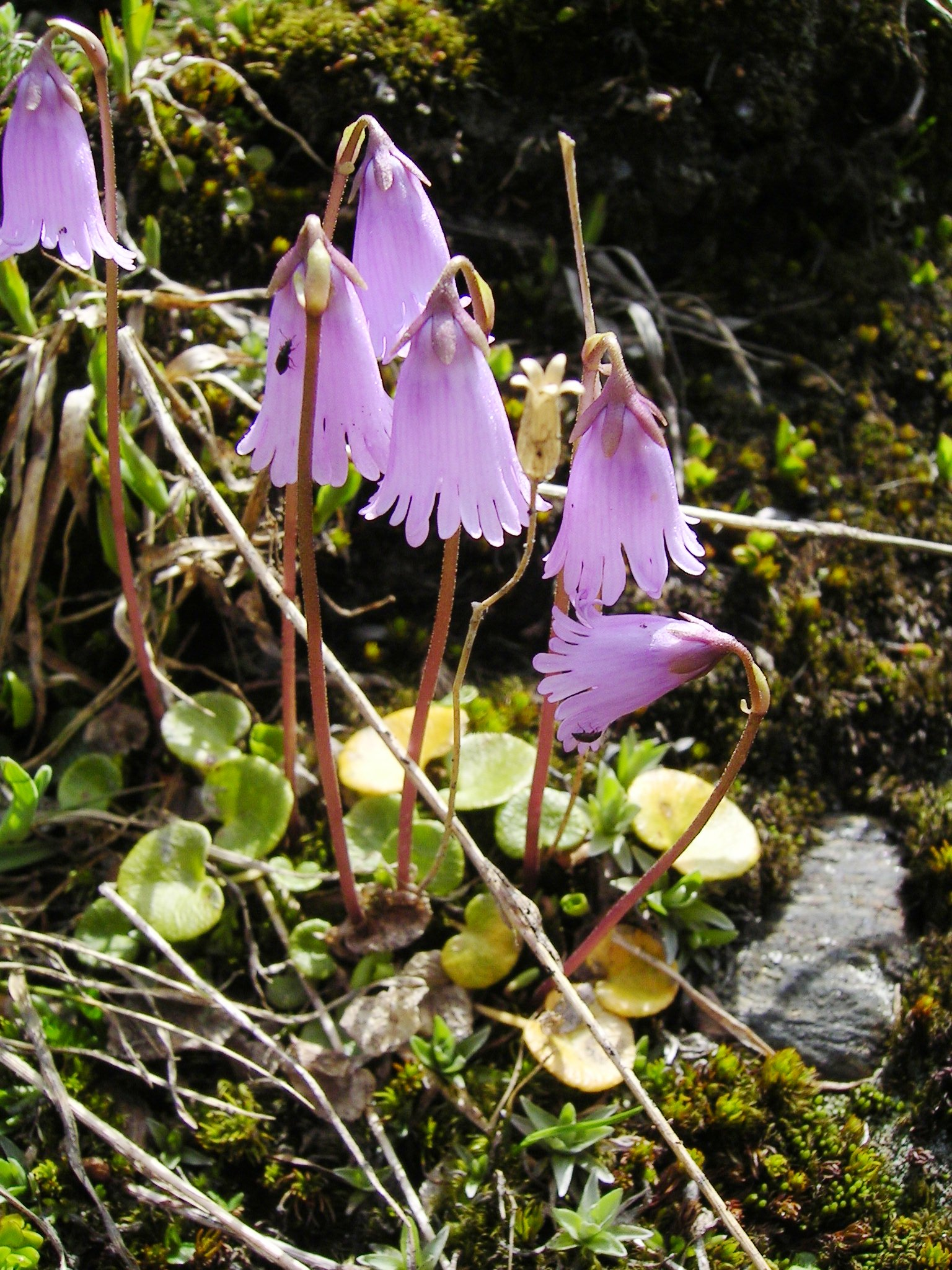
Zwergsoldanellen

Auf den Moränenhügeln und Schutthängen hat sich die Pflanzengesellschaft des «Immergrünen Segge-Borstgrasrasens» ausgebreitet, wo zwischen Borstgras und Festuca rubra Pflanzen wie der Alpen-Klee, Arnika, die Orchideen Gymnadenia albida und Grüne Hohlzunge, die Bärtige Glockenblume, der Purpurenzian, der Stern-Steinbrech und das Läger-Rispengras wachsen. In kleinen Mulden sind Pflanzengesellschaften der Schneetälchen mit der Stinkenden Segge, dem Fünfblättrigen Frauenmantel, dem Alpen-Schaumkraut, dem Zweiblütigen Sandkraut und der Zwerg-Soldanelle zu finden.
In feuchten Senken der Auenlandschaft und den umliegenden Bergweiden liegen Flachmoore und Verlandungsmoore. Kleine Tümpel und mäandrierende Bäche liegen im Feuchtgebiet links des Somvixer Rheins; sie sind von Feldern mit Scheuchzers Wollgras gesäumt. Die Moore beherbergen unter anderem das Sichelmoos, die Braun-Segge, die Faden-Binse, das Nickende Weidenröschen und das Dreigriffelige Hornkraut. Ein Braunseggenmoor liegt am Fuss des Gaglianera-Hanges. In Quellfluren am Rand der Moore wachsen Bestände von Seggen mit dem Bewimperten Steinbrech, des Alpenschnittlauchs und des Feinspornigen Fettblatts. Das Flachmoor südlich des Crap la Crusch auf der Alp Mottarösc hat nationale Bedeutung.
Der Lebensraum hoch in den Bergen wird manchmal mit nordischen Tundralandschaften verglichen. Gehölze konnten sich aus den umliegenden Tälern nicht bis auf die Hochebene ausbreiten. Von Sträuchern mit verholzten Zweigen kommt nur vereinzelt die Alpenrose vor. Die Vegetation ist in einem weitgehend ungestörten Zustand erhalten, wenn auch der kantonale Bericht über die Auenlandschaft von 2006 feststellt: «Die Beweidung mit Rindern hat in den trittempfindlichen Flachmooren stellenweise zu grösseren Trittschäden geführt – dies vor allem in der südwestlichen Hälfte der Schwemmebene.»
In der kargen Berglandschaft leben abgesehen von Insekten nicht viele Tierarten. Im offenen, baumlosen Berggebiet mit weiten, extensiv genutzten Wiesen finden das Murmeltier und die gefährdete Kreuzotter günstige Lebensbedingungen.